# گزاره ارزش
یک گزاره ارزش (به انگلیسی: Value proposition) یک وعده دارای ارزش است که باور از مشتری مشخص را تصدیق و ارائه می‌دهد که این ارزش تجربه و دریافت شده است. یک گزاره ارزش می‌تواند برای یک سازمان، بخشی از سازمان، حساب‌های کاربری یا محصولات و خدمات درخواست شود.
ساختن یک گزاره ارزش بخشی از استراتژی کسب و کار است.